# Hildeprand
Hildeprand was hertog van Spoleto van 774 tot 789.

## Context
Het Beleg van Pavia (773-774) betekende het einde van het Longobardische Rijk. Karel de Grote, koning van de Franken, kroonde zichzelf met de IJzeren Kroon. Voor de hertogen van Italië waren het onduidelijke tijden. Hildeprand, gekozen door de edelen van het Hertogdom Spoleto, wendde zich eerst naar Paus Adrianus I, maar toen Adrianus, Hildeprand 
onterecht betichtte van deelname aan de samenzwering opgezet door Adalgis, zoon van de laatste koning van de Longobarden, Desiderius, samen met zijn schoonbroer Arechis II in 776, werd hij een levenslang tegenstander van de paus.
In 779 reisde hij af naar Verzenay, om eer te betuigen aan Karel de Grote. In 788 streed hij mee met de Franken tegen de opmars van de Byzantijnen in Zuid-Italië. Hij stierf een jaar later en werd opgevolgd door Winiges.